# Theresa Amayo
Theresa Guichard Amayo Brasini, conocida por su nombre artístico Theresa Amayo (Belém, 13 de julio de 1933 - Río de Janeiro, 24 de enero de 2022) fue una actriz brasileña.
Proveniente de una familia franco-peruana fue viuda del teatrólogo y actor Mario Brasini. Con un currículo extenso de varias producciones en teatro y televisión, ganó el trofeo "celebridades del año" del evento Club de Celebridades de Copacabana, en el que fue homenajeada. Entre 2009 a 2014 integró el elenco del programa humorístico de la Rede Globo, Zorra Total, en el que interpretó varios personajes.
Murió a los 88 años en su casa en el barrio de Laranjeiras en Río de Janeiro, víctima de un cáncer renal.